# Opéra Le Peletier
L'Opera Le Peletier (anche Salle de la rue Le Peletier o Salle Le Peletier) fu la sede dell'Opera di Parigi dal 1821 fino alla sua distruzione, a causa di un incendio, nel 1872. Il teatro fu progettato e costruito dall'architetto François Debret sul sito dell'ex Hôtel de Choiseul. A causa dei numerosi cambiamenti di gestione durante l'esistenza del teatro, ebbe un certo numero di nomi ufficiali diversi, i più importanti dei quali furono: Théâtre de l'Académie Royale de Musique (1821–1848), Opéra-Théâtre de la Nation (1848–1850), Théâtre de l'Académie Nationale de Musique (1850–1852), Théâtre de l'Académie Impériale de Musique (1852–1854), Théâtre Impérial de l'Opéra (1854–1870) e Théâtre National de l'Opéra (1870–1873).

## Storia

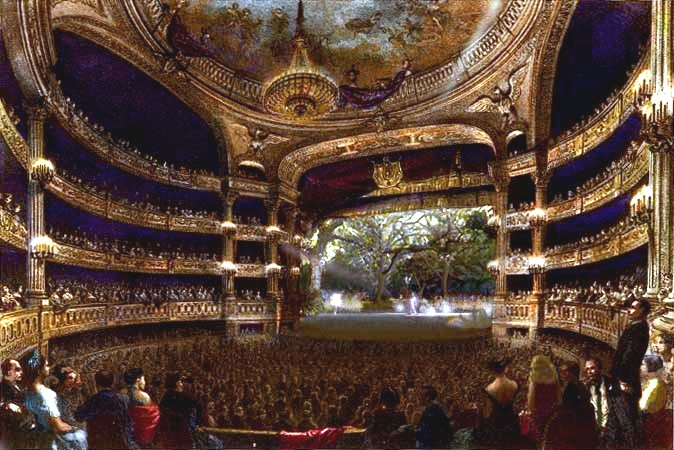
Dipinto della Grande Salle durante la rappresentazione di un balletto (1864)

Quando il nipote di re Luigi XVIII, Carlo Ferdinando, duca di Berry, venne fatalmente accoltellato la notte del 13 febbraio 1820 di fronte all'ex teatro dell'Opera di Parigi, il Théâtre National de la rue de la Loi, il re decise che il teatro doveva essere demolito per costruire una cappella commemorativa al suo posto. Tuttavia, il progetto di costruire una cappella non andò in porto a causa della rivoluzione di luglio del 1830. Oggi la fontana Louvois, nella piazza omonima, occupa il suolo su cui sarebbe dovuta essere costruita la cappella. La sala della rue de Richelieu era stata la sede principale dell'Opera di Parigi dal 1794. Subito dopo la morte di suo nipote, nel febbraio 1820, il re commissionò all'architetto François Debret il progetto di un nuovo teatro da erigere in Rue Le Peletier, completato nel giro di un anno. Durante la costruzione opere e balletti vennero rappresentati al Théâtre Favart e nella Salle Louvois.
La Sala Le Peletier venne inaugurata il 16 agosto 1821 con un complesso spettacolo che comprendeva l'inno Vive Henry VIII, l'opera di Charles Simon Catel, Les bayadères e il balletto del maestro Maximilien Gardel, Le Retour de Zéphire. Anche se il teatro venne concepito come sede temporanea e fu costruito in legno e gesso, continuò ad essere utilizzato dall'Opera per più di cinquant'anni. Molte delle grandi opere liriche del XIX secolo sono state rappresentate per la prima volta sul suo palcoscenico. Tra i compositori: Rossini, Guglielmo Tell (1829), Meyerbeer, Robert le Diable (1831), Halévy, La Juive (1835) e Verdi, Don Carlos (1867).

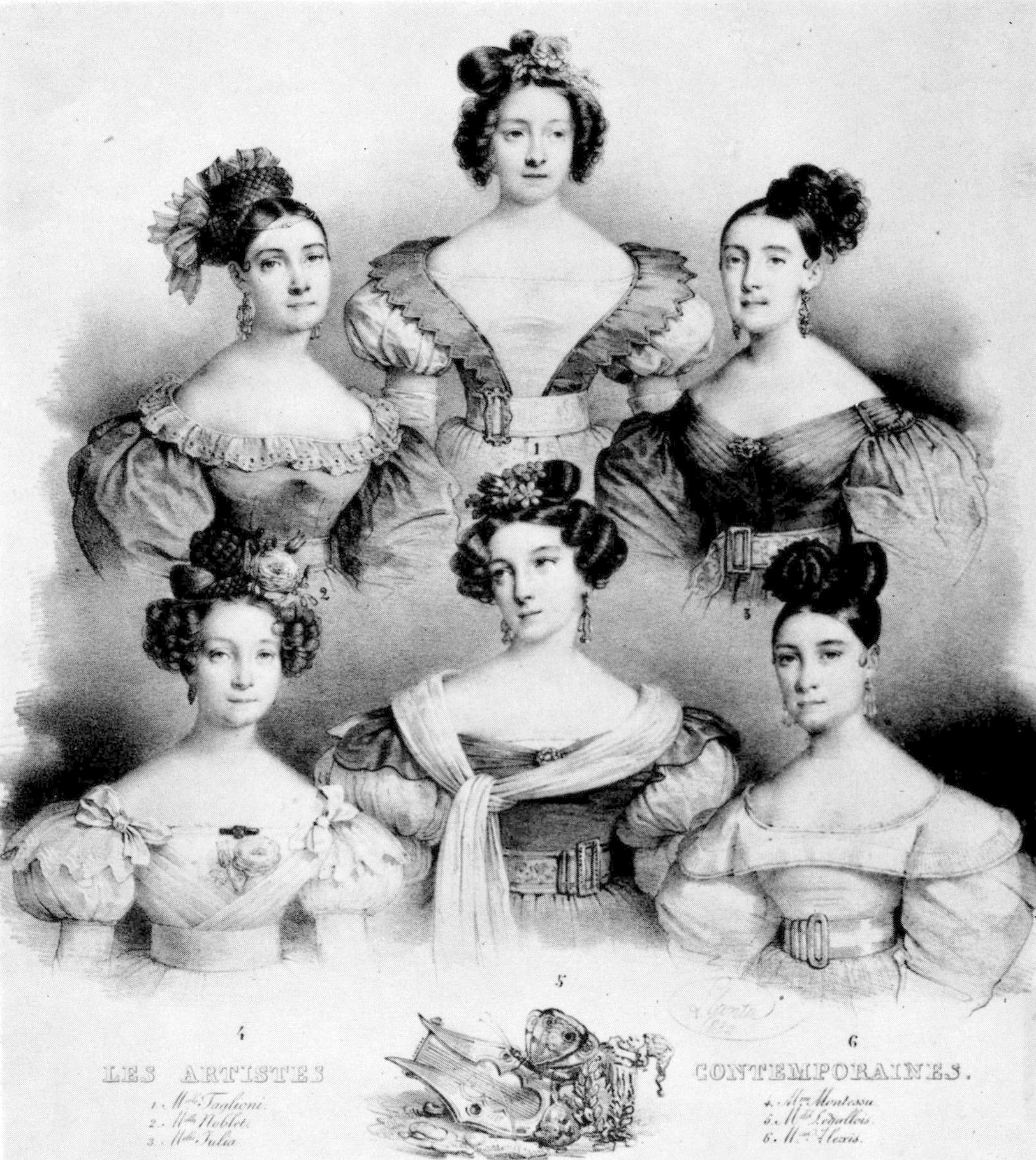
Le prime ballerine dell'Opera di Parigi nel 1831 (in senso orario da sinistra): Lise Noblet, Marie Taglioni, M^{lle} Julia [de Varennes], Alexis Dupont, Amélie Legallois e Pauline Montessu.

Il teatro, che aveva una superficie di 14.000 m2 e un palcoscenico largo 32 metri, era molto avanzato per i suoi tempi. Il 6 febbraio 1822 venne utilizzato per la prima volta il gas per gli effetti luminosi del palcoscenico, nell'opera di Nicolas Isouard, Aladin ou La Lampe merveilleuse. La fossa dell'orchestra e il palcoscenico erano rimovibili consentendo di trasformare l'auditorium in una sala enorme che poteva ospitare grandi balli e altri festeggiamenti.
Assieme all'His Majesty's Theatre di Londra, la Sala Le Peletier ospitò, nel periodo d'oro del balletto romantico, coreografi come Jules Perrot, Arthur Saint-Léon, Filippo Taglioni, Joseph Mazilier, Jean Coralli e Paolo Taglioni che misero in scena balletti per il Paris Opera Ballet. Tra questi: La Sylphide (1832), Giselle (1841), Paquita (1846), Le Corsaire (1856), Le papillon (1860), La Source (1866) e Coppélia (1870). Tra le grandi ballerine Marie Taglioni, Carlotta Grisi, Carolina Rosati, Fanny Elssler, Lucile Grahn e Fanny Cerrito.
Nel 1858 la Salle Le Peletier ospitò una delle più famose partite di scacchi, tra il maestro americano Paul Morphy (bianco) e due aristocratici francesi, il duca di Brunswick e il conte Isouard. La partita fu giocata nel palco privato del duca durante la rappresentazione dell'opera di Bellini, Norma.
La notte del 29 ottobre 1873, la Sala Le Peletier andò incontro allo stesso destino di tanti altri teatri che l'avevano preceduta: fu distrutta da un incendio, durato 27 ore, forse causato dalle innovative luci a gas. Fortunatamente, nel 1858, Napoleone III aveva incaricato l'urbanista Barone Haussmann di iniziare la costruzione di un nuovo teatro per la rappresentazione di opera e balletti, progetto affidato all'architetto Charles Garnier. Il nuovo teatro, oggi noto come Opéra Garnier, venne inaugurato nel 1875.

## Galleria d'immagini

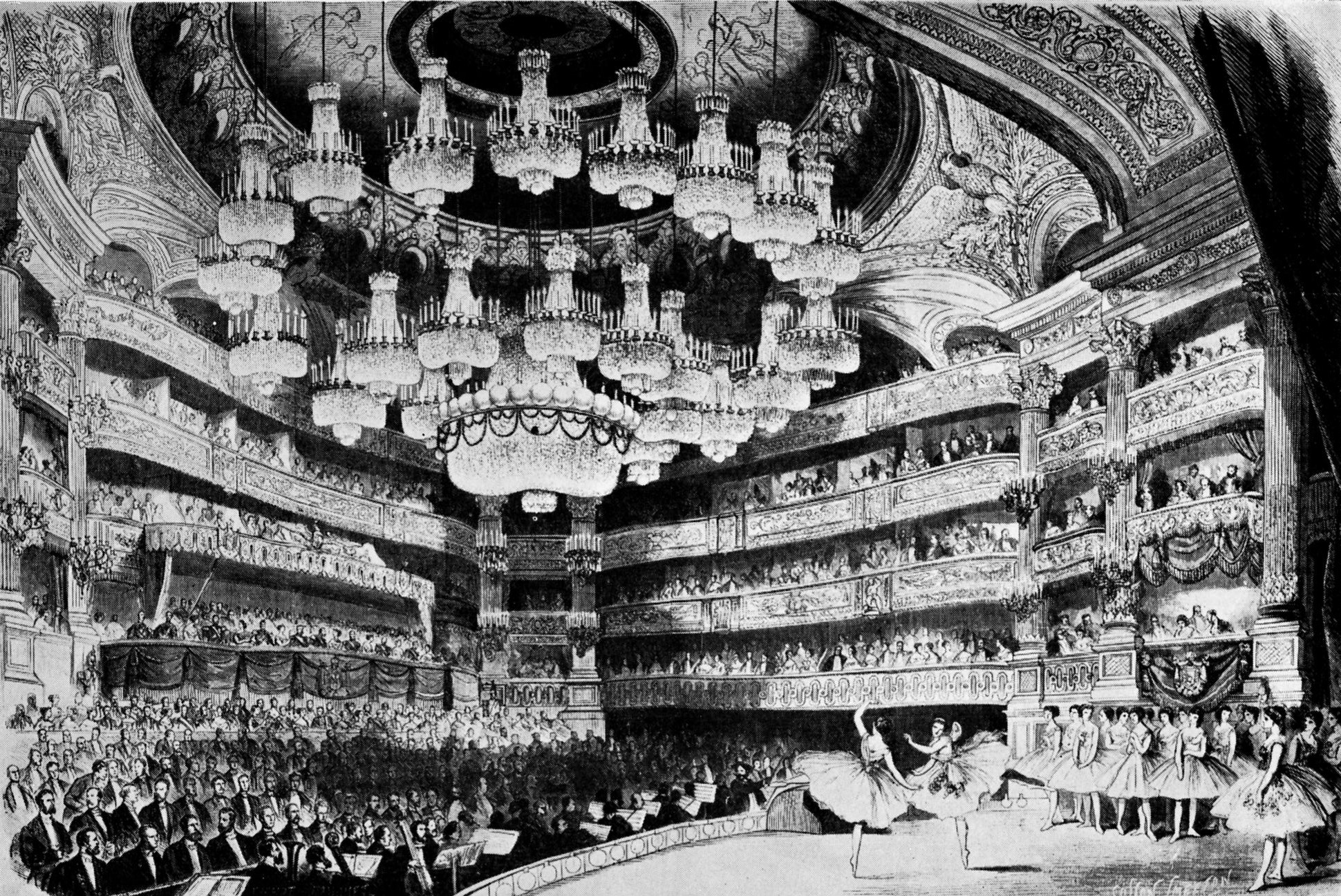
Il balletto Giselle durante la visita di stato dello zar Alessandro II di Russia (4 giugno 1867)
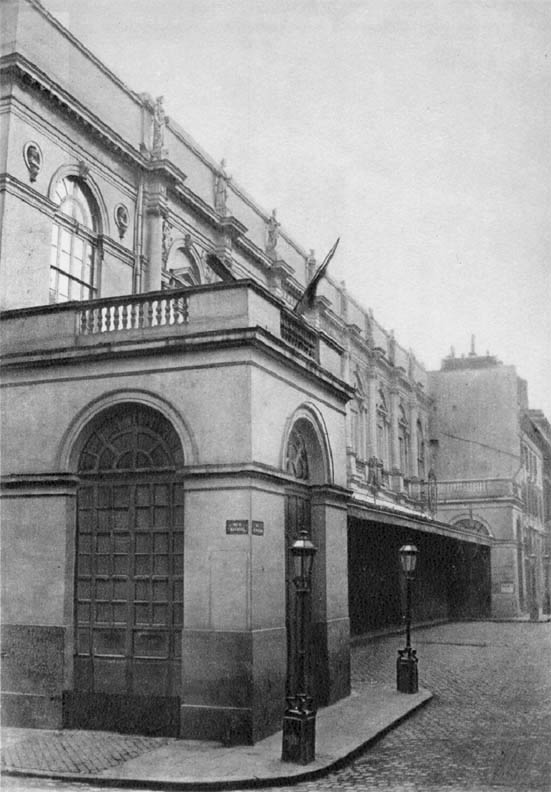
Scorcio visto da Rue Le Peletier (ca. 1870)
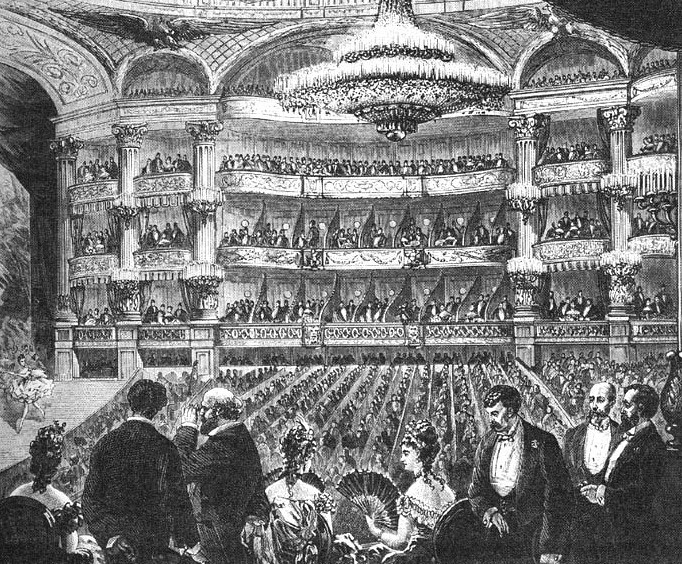
Litografia della Grande Salle (1854)
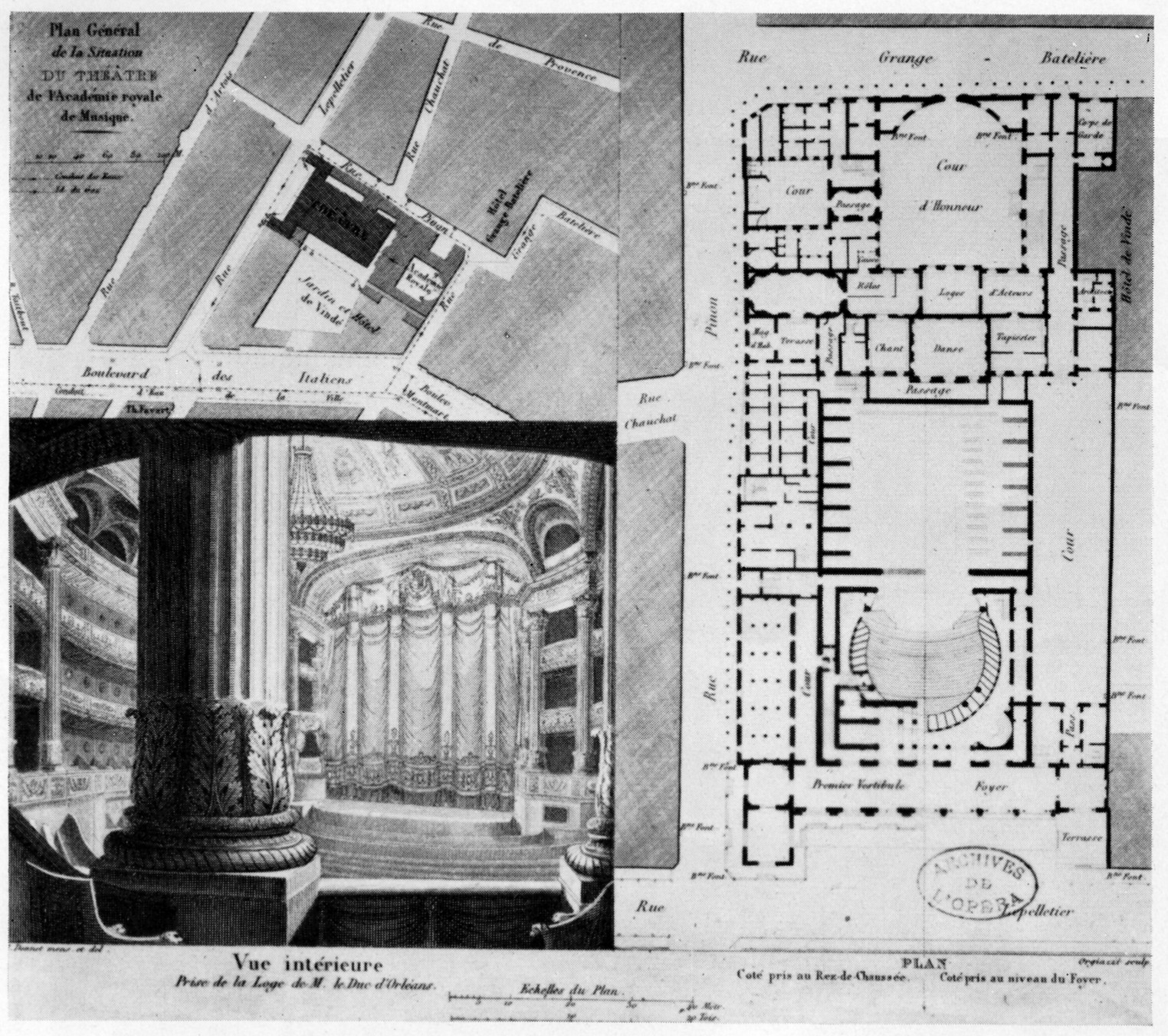
Pianta del sito e del teatro, con vista degli interni (1822)
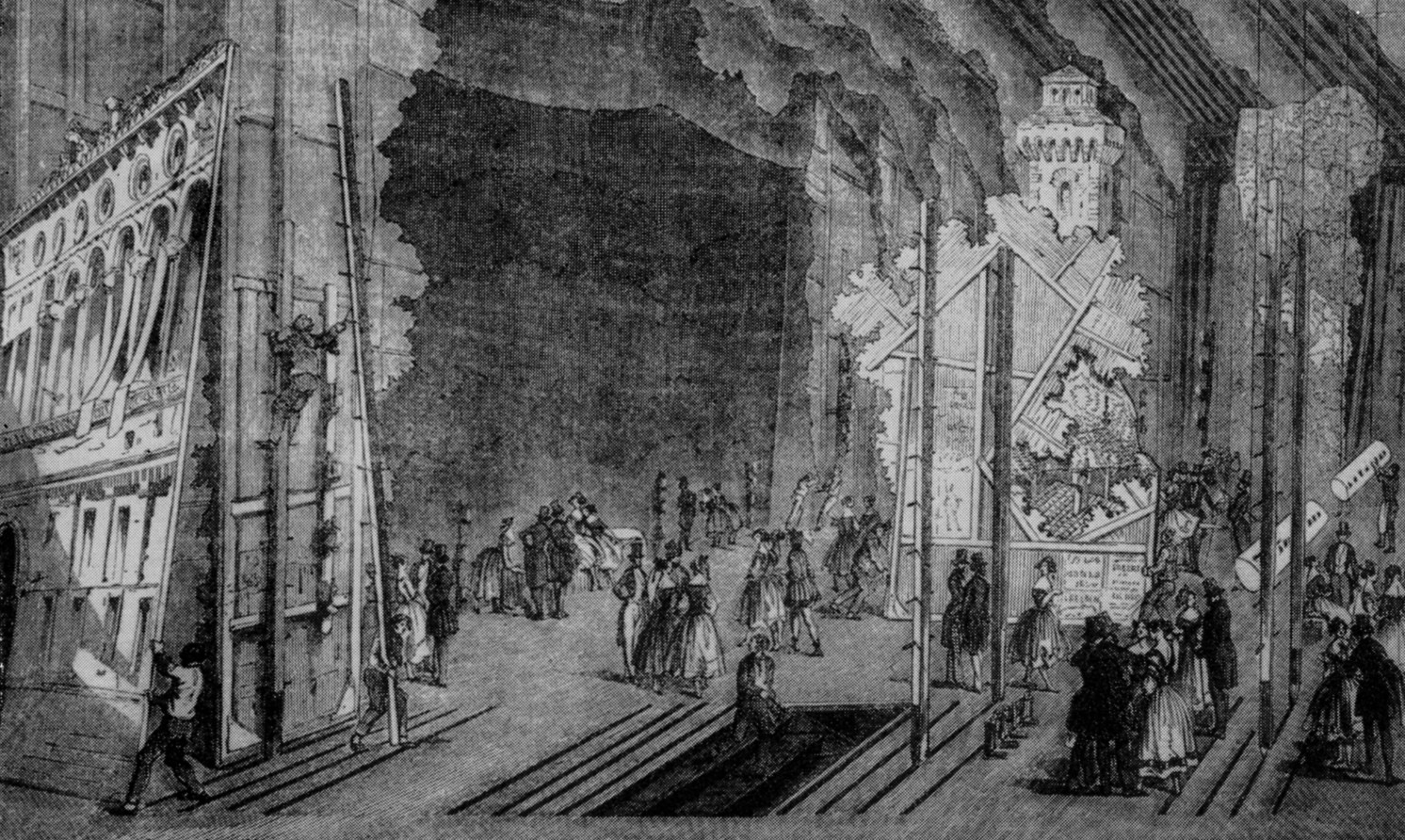
Il retro del palcoscenico (ca. 1855)
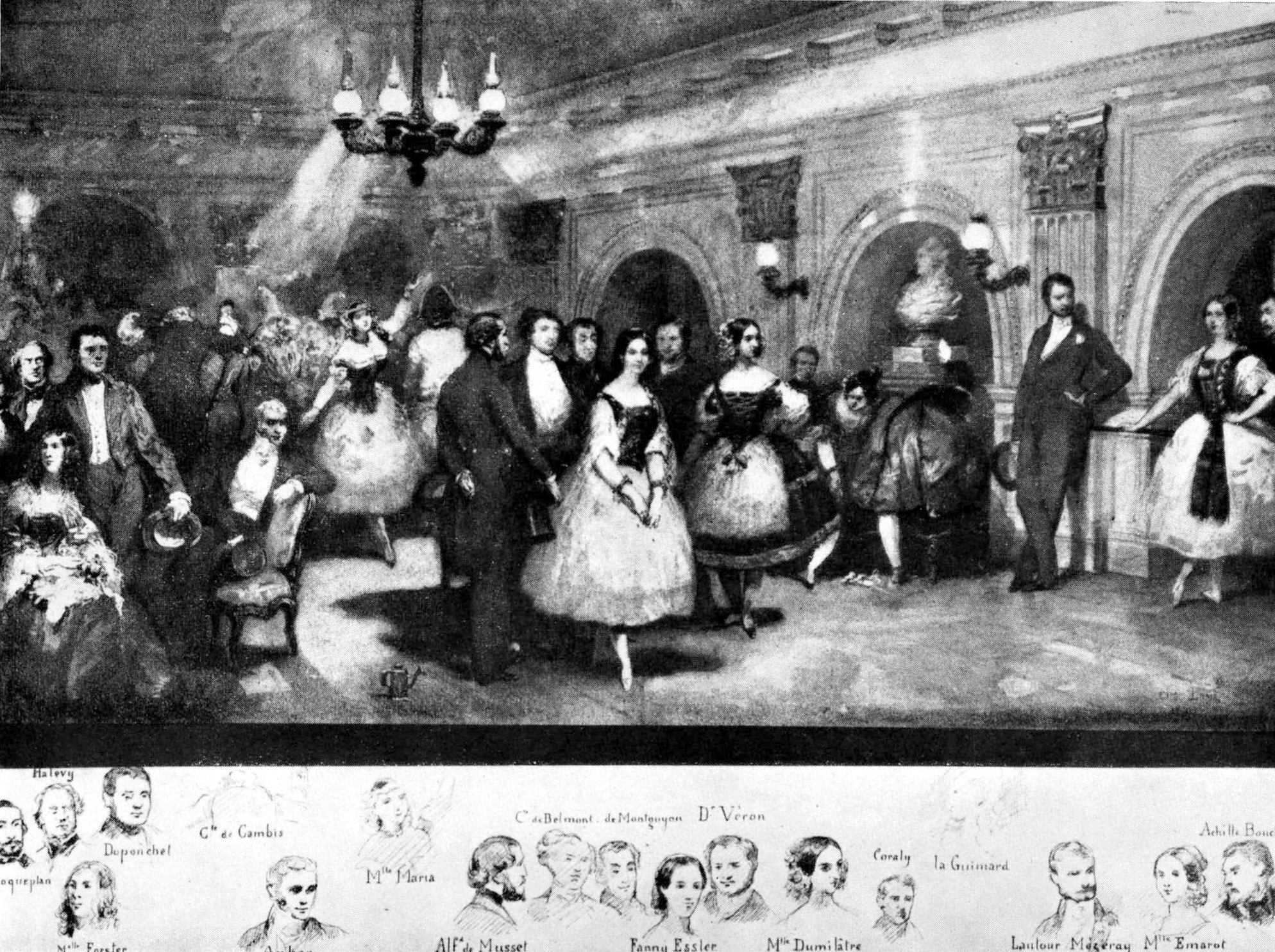
Litografia che mostra alcuni famosi danzatori e i loro mecenati nel Foyer de la Danse (1841)
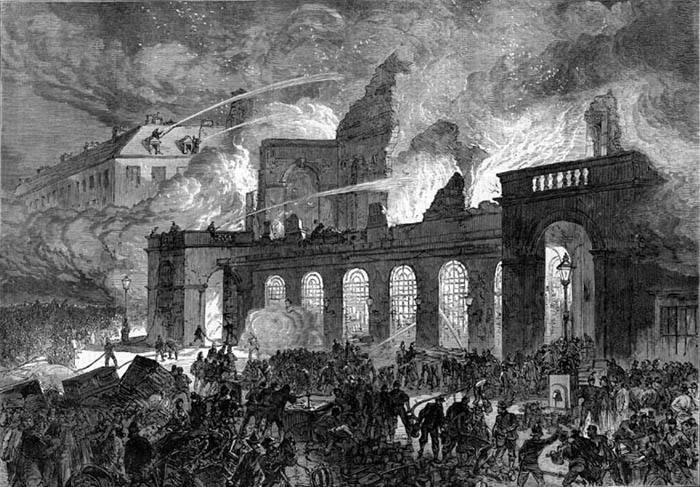
Incendio del 29 ottobre 1873
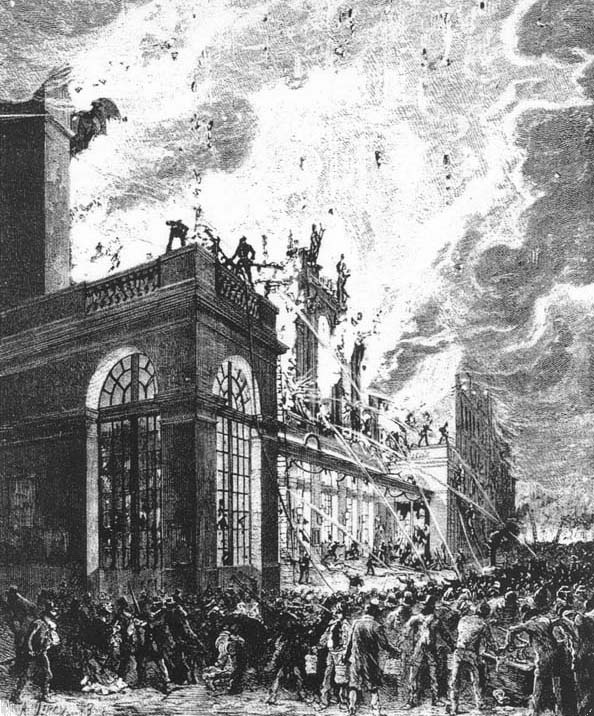
L'incendio
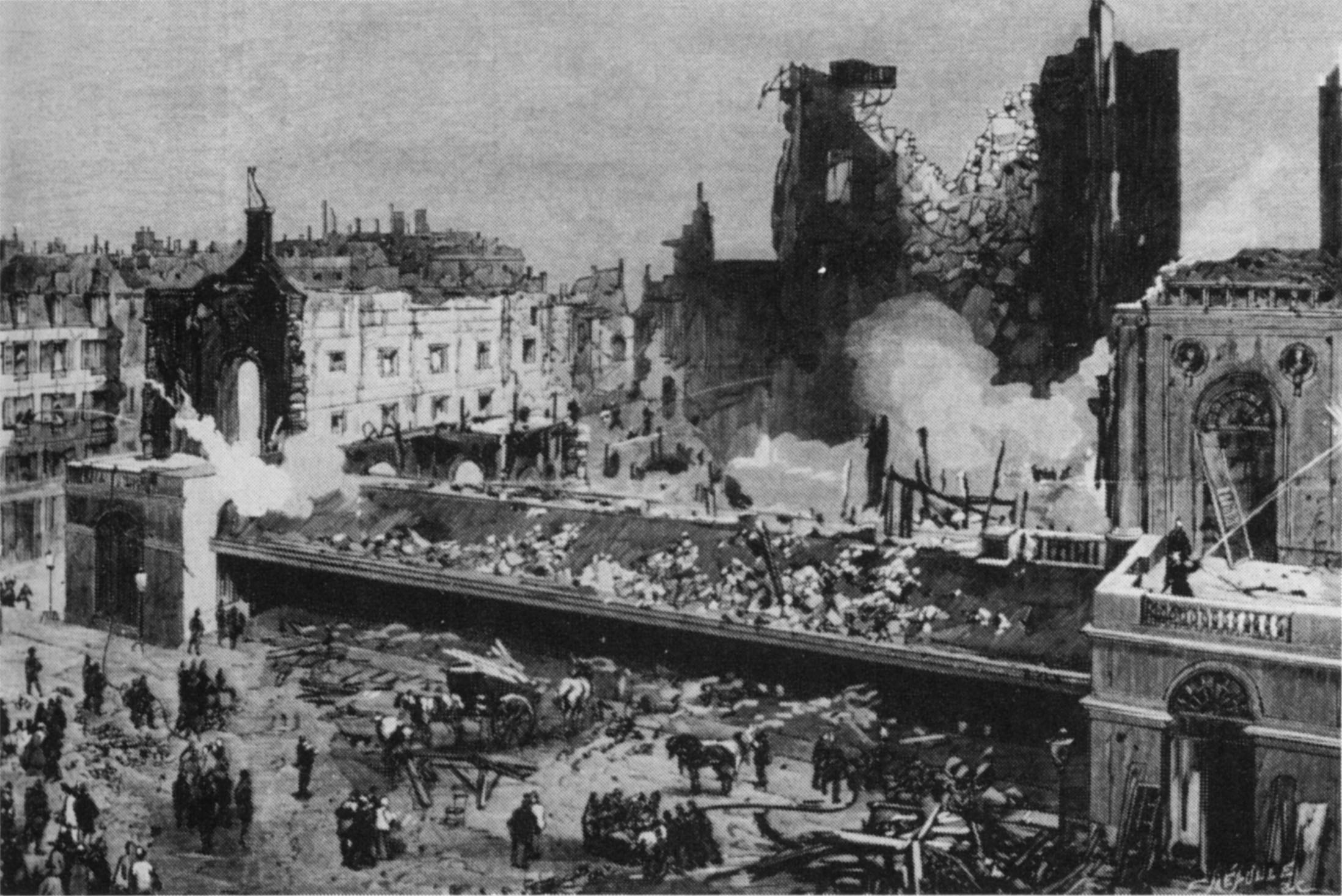
Dopo l'incendio

## Prime rappresentazioni
Opera
- Le siège de Corinthe (1826) – Gioachino Rossini
- Moïse et Pharaon (1827) – Gioacchino Rossini
- La muette de Portici (1828) – Daniel Auber
- Le comte Ory (1828) – Gioacchino Rossini
- Guillaume Tell (1829) – Gioacchino Rossini
- Robert le diable (1831) – Giacomo Meyerbeer
- Gustave III (1833) – Daniel Auber
- La Juive (1835) – Fromental Halévy
- Gli ugonotti (Les Huguenots) (1836) – Giacomo Meyerbeer
- La Esmeralda (1836) – Louise Bertin
- Stradella (1837) – Louis Niedermeyer
- Guido et Ginevra (1838) – Fromental Halévy
- Benvenuto Cellini (1838) – Hector Berlioz
- Les martyrs (1840) – Gaetano Donizetti
- La favorita (1840) – Gaetano Donizetti
- La reine de Chypre (1841) – Fromental Halévy
- Charles VI (1843) – Fromental Halévy
- Dom Sébastien (1843) – Gaetano Donizetti
- Marie Stuart (1844) – Louis Niedermeyer
- Jérusalem (1847) – Giuseppe Verdi
- Il profeta (opera)Le prophète (1849) – Giacomo Meyerbeer
- Sapho (1851) – Charles Gounod
- La nonne sanglante (1854) – Charles Gounod
- I vespri siciliani (1855) – Giuseppe Verdi
- Il trovatore (1857) – Giuseppe Verdi
- Tannhäuser (Paris Version) (1861) – Richard Wagner
- La regina di Saba (La reine de Saba) (1862) – Charles Gounod
- L'Africana (1865) – Giacomo Meyerbeer
- Don Carlo (1867) – Giuseppe Verdi
- Hamlet (1868) – Ambroise Thomas
- Faust (versione dell'Opera di Parigi) (1869)[9].

Balletto
- La fille mal gardée (1828) – coreografia di Jean-Pierre Aumer; musica di Ferdinand Hérold
- La Sylphide (1832) – coreografia di Filippo Taglioni; musica di Jean Madeleine Schneitzhoeffer
- La fille du Danube (1836) – coreografia di Filippo Taglioni; musica di Adolphe Adam
- Le diable amoureux (1840) – coreografia di Joseph Mazilier; musica di Napoléon Henri Reber e François Benoist
- Giselle (1841) – coreografia di Jean Coralli e Jules Perrot; musica di Adolphe Adam (musiche addizionali di Friedrich Burgmüller)
- La Péri (1843) – coreografia di Jean Coralli; musica di Friedrich Burgmüller
- Le Diable à quatre (1845) – coreografia di Joseph Mazilier; musica di Adolphe Adam
- Paquita (1846) – coreografia di Joseph Mazilier; musica di Edouard Deldevez
- Le Corsaire (1856) – coreografia di Joseph Mazilier; musica di Adolphe Adam
- Le marché des innocents (1859) – coreografia di Marius Petipa; musica di Cesare Pugni
- Le papillon (1860) – coreografia di Marie Taglioni; musica di Jacques Offenbach
- La Source (1866) – coreografia di Arthur Saint-Léon; musica di Léo Delibes e Léon Minkus
- Coppélia (1870) – coreografia di Arthur Saint-Léon, musica di Léo Delibes